# Мельников, Владислав Константинович
Владисла́в Константи́нович Ме́льников (родился 30 ноября 1937, Оренбург) — советский и российский учёный в области охотоведения.
Профессор, доктор сельскохозяйственных наук, член специализированного Диссертационного совета по защитам докторских диссертаций РГАУ-МСХА имени К. А. Тимирязева по специальности "Звероводство и охотоведение" с 2010 по 2017 год профессор кафедры зоологии РГАУ-МСХА имени К. А. Тимирязева. Академик Российской академии естественных наук (РАЕН), академик Петровской академии наук и искусств (ПАНИ). Член Немецкого общества изучения охотничьих животных.

## Биография
Владислав Константинович Мельников родился в Оренбурге 30 ноября 1937 года в семье военного, детство провел в Саракташском районе Чкаловской области. Много переезжал, жил в Оренбурге, в Днепропетровске, Даугавпилсе, Каунасе и Калининграде, за свое детство сменил 10 школ.
В 1954 году поступил на охотоведческий факультет Иркутского сельскохозяйственного института, который окончил с отличием в 1959 г. В 1958-1960 гг., будучи студентом, работал в Восточно-Сибирском отделении ВНИИ живого сырья и пушнины (совмещая работу с учебой).
Был оставлен на кафедре охотоведения обучался в аспирантуре (1960-1961) у профессора В. Н. Скалона, работал в должностях от ассистента до заведующего кафедрой экономики и организации охотничьего хозяйства (1974—1984), декана факультета охотоведения (1979—1990).
В 1963 году женился на Нине Евгеньевне Галето. Имеет двух сыновей – Виктора и Владимира. Владимир Мельников стал охотоведом, пойдя по стопам отца, и в 2002 г. защитил кандидатскую диссертацию и работал в Министерстве сельского хозяйства РФ в должности заместителя министра. В настоящее время возглавляет фирму «Профи Хант».
В 1964 г. стал кандидатом сельскохозяйственных наук, защитив диссертацию на тему: "Охотхозяйственные предприятия Прибайкалья и их роль в освоении природных ресурсов".
В 1969—1973 гг. возглавлял Красноярское отделение Всероссийского научно-исследовательского института охотничьего хозяйства и звероводства им. профессора Б. М. Житкова (ВНИИОЗ).
С 1973 по 1974 гг. был научным сотрудником в Противочумном институте Сибири и Дальнего Востока.
В 1982 г. он защитил докторскую диссертацию на тему "Эколого-экономические основы организации промыслового охотничьего хозяйства Сибири" и ему была присуждена ученая степень доктора сельскохозяйственных наук .
С 1985 по 1992 гг. В. К. Мельников работал заведующим лаборатории, начальником отдела экономики и организации охотничьего хозяйства и звероводства, заместителем директора по научной работе ВНИИОЗ, г. Киров.
С 1992 по 2010 гг. работал профессором, заведующим кафедрой охотоведения, а затем деканом биологического факультета и проректором по международным связям Кировского СХИ (Вятской государственной сельскохозяйственной академии).
С 2010 по 2017 год преподавал в качестве профессора кафедры зоологии РГАУ-МСХА имени К. А. Тимирязева.

## Научный вклад
Мельников - широко известный ученый и представитель Иркутской школы охотоведения. Его специализация в научной деятельности - экономика природопользования, организация и управление охотничьим хозяйством, эколого-экономические основы организации охотничьего хозяйства, экология соболя. Он внес вклад в учебно-методические разработки по подготовке студентов-охотоведов. Важнейшие из них "Организация производства в охотхозяйственных предприятиях", "Введение в охотоведение", "Основы маркетинга", "Управление в охотничьем хозяйстве", "Современные принципы природопользования". Владислав Константинович автор учебных планов по специальности «охотоведение» и одного из проектов государственного образовательного стандарта по этой специальности.
В.К. Мельниковым разработаны зональные системы ведения промыслового охотничьего хозяйства, концептуальные эколого-экономические основы организации охотничьего хозяйства, обоснована структура охотоведения как синтетической науки сельского хозяйства, созданы имитационные модели динамики численности охотничьих животных и избирательности охоты, предложены основные принципы управления охотничьими популяциями.
Последние два десятилетия своей жизни он состоял в диссертационных советах по присуждению ученых степеней кандидатов и докторов наук по специальности «звероводство и охотоведение» в нескольких университетах. За свою плодотворную научную деятельность В.К. Мельников подготовил более 200 дипломников-охотоведов, 17 кандидатов биологических наук и 5 докторов наук. Владиславом Константиновичем Мельниковым опубликовано более 200 научных статей, в том числе 10 монографий и книг, 20 брошюр.

## Публикации
- Значение охотников-профессионалов в охотхозяйственных предприятиях // Известия ИСХИ. – Иркутск, 1970. – Вып. 26, т. 3: Вопросы охотоведения. – С. – 144-158.
- Внутрихозяйственное охотоустройство // Вопросы охотничьего хозяйства Сибири : материалы II науч.-техн. конф. охотоведов Сибири. – Иркутск, 1970. – С. 144-150.
- Рациональное использование охотничьих животных в связи с экономическими проблемами охотничьего хозяйства // Вопросы охотничьего хозяйства Сибири : материалы II науч.-техн. конф. охотоведов Сибири. – Иркутск, 1970. – С. 55-60.
- Современные задачи устройства охотугодий в охотхозяйственных предприятиях юга Восточной Сибири // Пути повышения эффективности охотничьего хозяйства : материалы 3-й конф. охотоведов Сибири. – Иркутск, 1971. – Ч. 1. – С. 16-18.
- Организация охотничьего хозяйства : учеб. пособие. – Иркутск : [б. и.], 1976. – Ч. 1. – 108 с.
- Организация охотничьего хозяйства : учеб. пособие. – Иркутск : [б. и.], 1977. – Ч. 2. – 90 с.
- Организация охотничьего хозяйства : учеб. пособие. – Иркутск : [б. и.], 1978. – Ч. 3. – 80 с. – Соавт.: Саркин А. В., Будько Б. Д., Фельдман М. Ю., Помишин С. Б., Кудзин К. Ф., Клятис Б. Д.
- Организация охотничьего хозяйства : учеб. пособие. – Иркутск : [б. и.], 1980. – Ч. 4. – 117 с. – Соавт.: Клюшев А. Г., Сухомиров Г. И.
- Охотоведческое образование в СССР // Охота и охотничье хозяйство. – 1980. – № 5. – С. 1-2.
- Основы охотоведения : учеб. пособие // В.К. Мельников, Н.С. Свиридов, Ю.П. Язан, А.В. Гейц, О.В. Жаров, Е.В. Стахровский, В.Н. Дерягин, М.П. Тарасов — Иркутск: ИСХИ, 1981. — 55 с.
- Методика определения стоимости компенсационных мероприятий охотничьего хозяйства при изменении охотничьих угодий под воздействием антропогенных факторов (брошюра) / ВНИИОЗ им. проф. Б. М. Житкова — Киров: 1986. — 9 с.
- Методические рекомендации по совершенствованию промысла соболя (брошюра) / ВНИИОЗ им. проф. Б. М. Житкова — Киров: 1986. — 6 с.
- Рекомендации по системам ведения комплексного промыслово-охотничьего хозяйства в различных охотхозяйственных зонах / ВНИИОЗ им. проф. Б. М. Житкова — Киров: 1987. — 89 с.
- Организация использования лицензионных видов охотничьих животных / В.К. Мельников. — М.: 1989. — 37 с.
- Рекомендации по организации международного охотничьего туризма (брошюра) / ВНИИОЗ им. проф. Б. М. Житкова — Киров: 1992. — 62 с.
- Справочник биологов-охотоведов / 2001. — 169 с.
- В. Н. Скалон – основатель подготовки сибирских охотоведов // Охрана и рациональное использование животных и растительных ресурсов России : материалы междунар. Науч.-практ. Конф, 28 мая – 1 июня 2003 г. – Иркутск, 2003. – С. 58-59.
- Особенности подготовки охотоведов и специалистов близкородственного профиля за рубежом // Проблемы охотоведческого образования в современных условиях: материалы Всерос. науч.-метод. конф., 24-25 мая 2006 г. – Иркутск, 2006. – С. 36-40.
- Подготовка охотоведов в России // Проблемы охотоведческого образования в современных условиях: материалы Всерос. науч.-метод. конф., 24-25 мая 2006 г. – Иркутск, 2006. – С.30-36.
- Особенности охотничьего хозяйства, оценка качества подготовки охотоведов // Охрана и рациональное использование животных и растительных ресурсов : материалы Междунар. науч.-практ. конф., 29 мая – 01 июня 2008 г. – Иркутск, 2008. – С. 111-125.
- Современные проблемы организации охотничьего хозяйства России, охотничьего туризма и анализ правового обеспечения его в зарубежных странах и России / М.: Минсельхоз, 2008. — 367 с.
- Моделирование управления уровня возможного изъятия охотничьих животных / В.В. Мельников, В.К. Мельников, Ю.Л. Морозов, Е.Б. Сергеев, Е.А. Тюляндин, Е.В. Харитонов // Сборник материалов XXIX Международного конгресса биологов-охотоведов. — Ч.1 — М.: 2009. — С.333.
- О методических основах преподавания и качестве подготовки охотоведов // Охрана и рациональное использование животных и растительных ресурсов : материалы междунар. науч.-практ. конф., посвящ. 60-летию фак. охотоведения им. В. Н. Скалона, 27-30 мая 2010 г. – Иркутск, 2010. – С. 201-205.
- Записки Охотоведа — М.: ООО «ПТП ЭРА», 2012. — 352 с.
- Введение в охотоведение [Текст] : учебное пособие / В. К. Мельников; М-во сельского хоз-ва Российской Федерации, Российский гос. аграрный ун-т — МСХА им. К. А. Тимирязева. — Москва: РГАУ-МСХА, 2013. — 171 с. : портр.; 20 см; ISBN 978-5-9675-0809-7
- Управление ресурсами позвоночных животных (охрана, воспроизводство, рациональное использование): Учебное пособие / В.К. Мельников. — М.: изд-во РГАУ-МСХА им. К.А. Тимирязева, 2015. — 127 с.

## Награды
- Заслуженный деятель науки РФ (27.01.1998).
- Почетный работник охраны природы МПР РФ.
- Почетный член и заслуженный работник охотничьего хозяйства ассоциации "Росохотрыболовсоюз".
- Почетный член Московского городского общества охотников и рыболовов (МГООиР).
- Орден "Охотничья Слава".
- Медаль Святого Георгия Победоносца.